# Miroslav Svýba
Miroslav Svýba (* 23. listopadu 1952) je bývalý slovenský fotbalista, záložník. Bydlí v Nitře.

## Fotbalová kariéra
V československé lize hrál za AC Nitra. Nastoupil v 1 ligovém utkání, gól v lize nedal. V nižších soutěžích nastupoval za Slovan Levice a na vojně za Duklu Banská Bystrica a VTJ Kroměříž.

## Ligová bilance
| Ročník                                      | Zápasy | Góly | Minuty | Klub          |
| ------------------------------------------- | ------ | ---- | ------ | ------------- |
| 1. československá fotbalová liga 1974/75    | 1      | 0    | 15     | AC Nitra      |
| 1. slovenská národní fotbalová liga 1981/82 | 30     | 2    | –      | Slovan Levice |
| 1. slovenská národní fotbalová liga 1982/83 | 22     | 0    | –      | Slovan Levice |
| CELKEM 1. liga                              | 1      | 0    | 15     |               |